# Вергерето (Прато)
Вергерето је насеље у Италији у округу Прато, региону Тоскана.
Према процени из 2011. у насељу је живело 46 становника. Насеље се налази на надморској висини од 301 м.